# Tarruntè Patern
Publi Tarruntè Patern (en llatí Publius Tarruntenus Paternus) (145-186) va ser un jurista, polític i escriptor de dret i tàctiques militars de l'Imperi Romà.
Era secretari de Marc Aureli i va participar en missions diplomàtiques durant la primera guerra marcomana. A l'inici de la segona guerra, l'emperador el nomenà prefecte del pretori, assumint el control de l'exèrcit imperial i obtenint una victòria determinant sobre els Marcomans i altres tribus.
Un cop mort Marc Aureli, va seguir en el càrrec sota el regnat de Còmmode, però va caure en desgràcia quan va ordenar l'execució de Saoter, camarlenc favorit de l'emperador. Saoter havia acumulat molt de poder i era odiat per molts, incloent Patern qui el culpava de la mala reputació de l'emperador. Així, després de l'intent frustrat per assassinar Còmmode per part d'Ànnia Lucil·la i Marc Ummidi Quadrat, Patern el va fer matar.
Malauradament per ell, aquesta acció va enfurismar a Còmmode, que el va fer renunciar del càrrec. Poc després l'altre prefecte del pretori, Tigidi Perennis, el va acusar de participar en una conspiració contra l'emperador i Patern fou arrestat i executat, juntament amb alguns familiars i amics.
Les seves obres van ser una de les fonts que Vegeti utilitzà per escriure De Re Militari de la que hi ha dos fragments al Digest. Vegeti (Vegetius) anomena a Patern Diligentissinus assertor juris mlilitaris.